# Lunca (okręg Botoszany)
Lunca – wieś w Rumunii, w okręgu Botoszany, w gminie Lunca. W 2011 roku liczyła 1611 mieszkańców.